# Tonga Broadcasting Commission
Tonga Broadcasting Commission (en abrégé TBC) est l'entreprise publique de radio et de télévision du royaume de Tonga. 

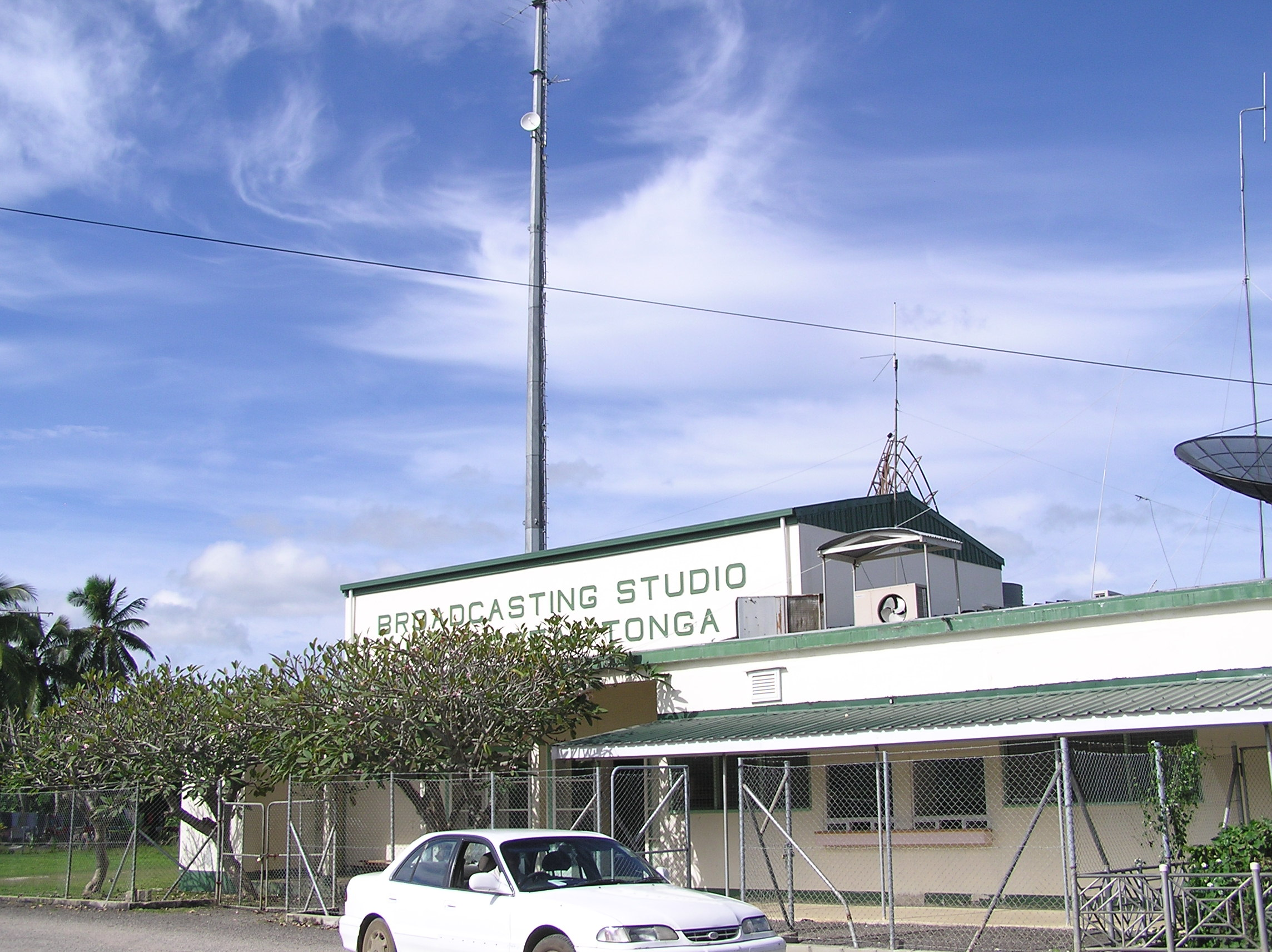
Les studios de la TBC à Fasi Moe Afi (périphérie de Nuku'alofa)

Fondée en 1961, elle opère deux chaînes de télévision (Television Tonga et Television Tonga 2), une station de radio en modulation d'amplitude (Radio Tonga) diffusée sur l'ensemble des trois archipels constituant le territoire national et une station de radio en modulation de fréquence (Kool 90 FM) diffusée uniquement sur l'île principale de Tongatapu. 
La radio-télévision tongienne reprend également les émissions de Radio Australia, diffusées en direct et en modulation de fréquence à Tongatapu (103 FM).
Le siège social de la compagnie est situé à Nuku'alofa, la capitale du pays. Ses revenus sont basés essentiellement sur les recettes publicitaires ainsi que sur la vente de récepteurs de radio sur les îles de Tongatapu et de Vava'u, où la TBC dispose de boutiques spécialisées. En 2007, la compagnie employait au total 75 personnes.
La radio-télévision tongienne a une double mission qui en fait à la fois une compagnie à vocation commerciale et une entreprise de service public. Ses objectifs sont de contribuer à l'information, à l'éducation et au divertissement des citoyens de Tonga.